# 雨宮夕夏
雨宮夕夏（日语：／ Amemiya Yūka，1994年6月30日—）是日本的女性聲優，大阪府出身。I'm Enterprise所屬。

## 人物
興趣是唱卡拉OK、散步。有在家中飼養一隻名為「小町」的倉鼠。
擁有漢字檢定2級、3級色彩協調、法語檢定4級的證照。
與同期聲優長繩麻理亞及同鄉同年的谷口夢奈交情良好。與事務所的同事小澤亞李與綾瀨有也有交情。

## 演出作品
※粗體字為主要角色。

### 電視動畫
2016年
- LoveLive! Sunshine!!（女學生）

2017年
- 高校星歌劇 第2期（女性們）
- 覆面系NOISE（女性2）
- 帶著智慧型手機闖蕩異世界。（莉姆）
- LoveLive! Sunshine!! 第2期（女學生）
- 偶像大師SideM（觀眾）

2018年
- 一人之下2 羅天大醮（陸玲瓏）
- citrus（女性）
- 偶像活動Friends！（愛莉、男孩子）
- 6HP/六心公主
- 刀劍神域 Alicization（村民）

2020年
- 〈Infinite Dendrogram〉-無盡連鎖-（瑞貝卡·蘭卡絲）
- Lapis Re:LiGHTs（安吉莉卡[8]／安潔）
- 魔王學院的不適任者～史上最強的魔王始祖，轉生就讀子孫們的學校～（黑服女子、謝莉亞·尼傑姆）

2021年
- Praeter之傷（社員、少女）
- 花式滑冰Stars（Million粉絲）
- Love Live! Superstar!!

2022年
- 戀上換裝娃娃（八尋大空）
- Love Live! 虹咲學園學園偶像同好會

2023年
- 魔王學院的不適任者II～史上最強的魔王始祖，轉生就讀子孫們的學校～（謝莉亞·尼傑姆）
- 在異世界獲得超強能力的我，在現實世界照樣無敵～等級提升改變人生命運～
- 我喜歡的女孩忘記戴眼鏡（女學生）
- 能幹貓今天也憂鬱（胡麻、貓仔、小鑽石、社員）

2024年
- 雙生戀情密不可分（小學班主任）
- 神劍闖江湖－明治劍客浪漫譚－ 京都動亂（增髮[9]）

2025年
- 蠟筆小新（幼兒園兒童FF）
- 戀上換裝娃娃 Season 2（八尋大空[10]）

### 遊戲
2014年
- 天空艦隊（伊莎貝爾、亞賽蘿拉、拉法莉亞、史黛拉）[11]
- 魔女妮娜與土塊戰士[12]
- 維納斯迷宮（衛青、張騫、華佗[13]）

2015年
- 暗夜血姬.[14]
- 戰國GOGOGO[15]
- 魔女見習生與毛絨絨朋友（鈴[16]）
- 夏色高校★青春白書 〜轉學的第一天我與青梅竹馬再會（略）[17]
- 姬王與最後的騎士團[18]（夏莉）
- 魔法少女大戰 ZANBATSU（南海魔導麻琳藍[19]）

2021年
- Lapis Re：LiGHTs ～這個世界的偶像會用魔法～（安吉莉卡／安潔）

2022年
- 怪物彈珠（東海道中膝栗毛[20]）

### RADIO
- （RADIO關西：2015年4月24日）[21] ※第2回助手甄選參加者

### 數位漫畫
- VOMIC SOUL CATCER（S）（女學生[22]）

### 其他
- 2.5次元電視（記者候補生）

## 外部連結
- 事務所公開簡歷（日語）
- http://ameblo.jp/amemiii-voice/ （页面存档备份，存于）（日語）